# 베라 즈보나레바

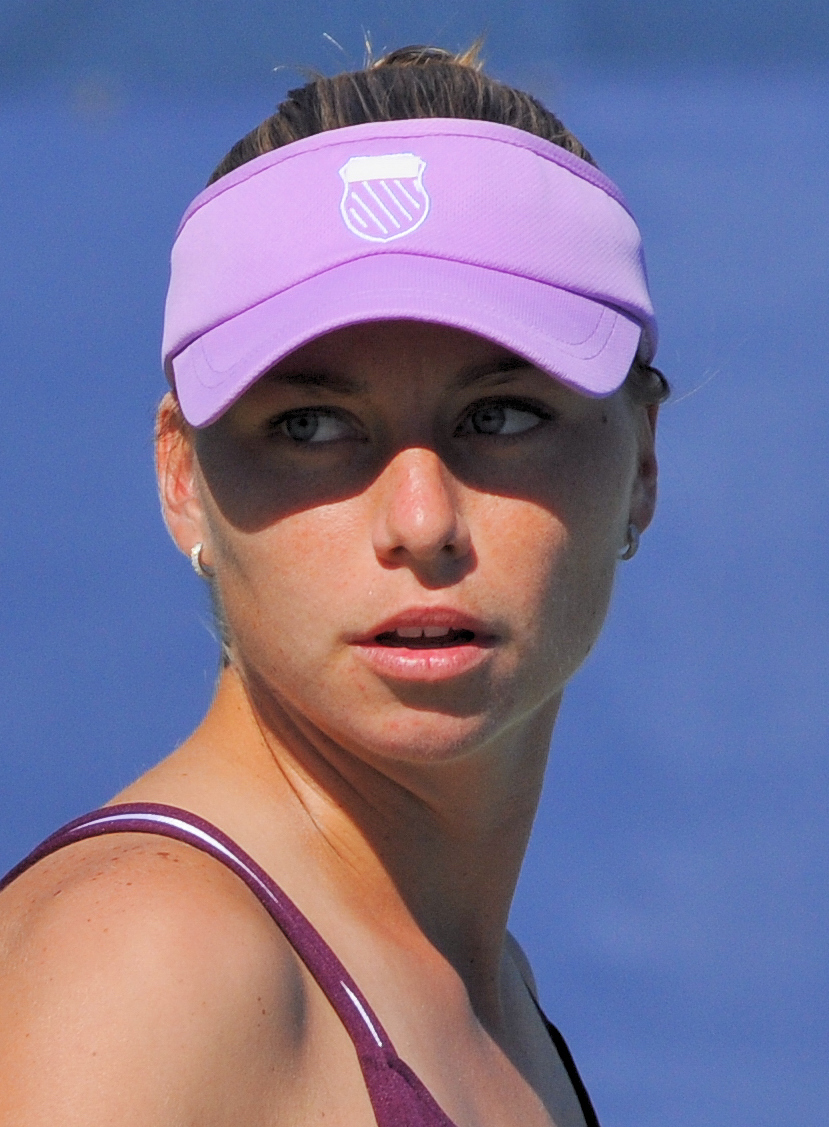
2010년 US 오픈 (테니스)에서의 모습

베라 즈보나레바(러시아어: Вера Игоревна Звонарёва, IPA: [ˈvʲɛrə ˈiɡərʲimpnə zvənɐˈrʲɵvə], 1984년 9월 7일 ~ )는 러시아의 프로 테니스 선수이다. WTA 통산 최고 단식 순위는 2위이고 복식 세계에서는 7위이다. 즈보나레바는 2009년 인디언 웰스 오픈을 포함하여 12개의 통산 싱글 타이틀을 획득했으며 2008년 WTA 투어 챔피언십, 2010년 윔블던 챔피언십 결승, 2010 US 오픈에 진출했다. 2008년 베이징 올림픽 동메달리스트이기도 하다.
복식에서 즈보나레바는 5개의 메이저 타이틀을 획득했다. 여자 복식에서는 3명이 나탈리 데시(Nathalie Dechy)와 함께 2006년 US 오픈에서 처음으로 우승했고, 2012년 호주 오픈에서는 스베틀라나 쿠즈네초바(Svetlana Kuznetsova)와 함께 여자 복식에 진출했다. 테니스로 복귀한 후 즈보나레바는 로라 지게문트와 협력하여 2020 US 오픈에서 세 번째 여자 복식 메이저 타이틀을 획득했다. 그녀의 다른 두 메이저 타이틀은 혼합 복식으로 나왔는데, 첫 번째는 2004년 US 오픈에서 밥 브라이언과 함께, 두 번째는 2006년 윔블던 챔피언십에서 앤디 램과 함께 우승했다. 또한 지게문트와 협력하여 2023 WTA 파이널스에서 복식 타이틀을 획득했다.